# Éterpigny
|  | Per a altres significats, vegeu «Éterpigny (Somme) ». |

Éterpigny és un municipi francès al departament del Pas de Calais (regió dels Alts de França). L'any 2007 tenia 219 habitants.

## Demografia

### Població
El 2007 la població de fet d'Éterpigny era de 219 persones. Hi havia 76 famílies de les quals 8 eren unipersonals (4 homes vivint sols i 4 dones vivint soles), 28 parelles sense fills, 36 parelles amb fills i 4 famílies monoparentals amb fills.
La població ha evolucionat segons el següent gràfic:

### Habitatges
El 2007 hi havia 85 habitatges, 81 eren l'habitatge principal de la família, 3 eren segones residències i 1 estava desocupat. Tots els 85 habitatges eren cases. Dels 81 habitatges principals, 74 estaven ocupats pels seus propietaris, 6 estaven llogats i ocupats pels llogaters i 1 estava cedit a títol gratuït; 6 tenien tres cambres, 19 en tenien quatre i 56 en tenien cinc o més. 72 habitatges disposaven pel capbaix d'una plaça de pàrquing. A 20 habitatges hi havia un automòbil i a 54 n'hi havia dos o més.

### Piràmide de població
La piràmide de població per edats i sexe el 2009 era:
| Homes | Edats   | Dones |
| ----- | ------- | ----- |
| 0     | 95 o +  | 0     |
| 0     | 90 a 94 | 0     |
| 0     | 85 a 89 | 0     |
| 0     | 80 a 84 | 0     |
| 0     | 75 a 79 | 0     |
| 4     | 70 a 74 | 0     |
| 0     | 65 a 69 | 8     |
| 4     | 60 a 64 | 0     |
| 8     | 55 a 59 | 4     |
| 16    | 50 a 54 | 16    |
| 12    | 45 a 49 | 20    |
| 8     | 40 a 44 | 8     |
| 4     | 35 a 39 | 0     |
| 0     | 30 a 34 | 0     |
| 8     | 25 a 29 | 4     |
| 8     | 20 a 24 | 4     |
| 16    | 15 a 19 | 0     |
| 4     | 10 a 14 | 8     |
| 8     | 5 a 9   | 0     |
| 0     | 0 a 4   | 4     |

## Economia
El 2007 la població en edat de treballar era de 152 persones, 110 eren actives i 42 eren inactives. De les 110 persones actives 99 estaven ocupades (52 homes i 47 dones) i 11 estaven aturades (4 homes i 7 dones). De les 42 persones inactives 20 estaven jubilades, 11 estaven estudiant i 11 estaven classificades com a «altres inactius».

### Ingressos
El 2009 a Éterpigny hi havia 85 unitats fiscals que integraven 239 persones, la mediana anual d'ingressos fiscals per persona era de 20.506 €.

## Equipaments sanitaris i escolars
El 2009 hi havia una escola elemental integrada dins d'un grup escolar amb les comunes properes formant una escola dispersa.

## Poblacions properes
El següent diagrama mostra les poblacions més properes.